# Nicholas Kyme
Nicholas Kyme (* 5. Januar 1981 in Bermuda) ist ein ehemaliger bermudischer Squashspieler.

## Karriere
Nicholas Kyme war von 2003 bis 2006 auf der PSA World Tour aktiv und erreichte mit Rang 63 im Juni 2005 seine höchste Platzierung in der Weltrangliste. Mit der bermudischen Nationalmannschaft nahm er 2003 an der Weltmeisterschaft teil und gehörte zum bermudischen Kader bei den Commonwealth Games 1998, 2002, 2006, 2010 und 2014 sowie bei den Panamerikanischen Spielen 2019. 2003 wurde er Vize-Karibikmeister. Bei den Zentralamerika- und Karibikspielen gewann er 2006 mit der bermudischen Mannschaft die Bronzemedaille. Im Jahr zuvor wurde er bermudischer Meister.

## Erfolge
- Vize-Karibikmeister: 2003
- Zentralamerika- und Karibikspiele: 1 × Bronze (Mannschaft 2006)
- Bermudischer Meister: 2005